# Buffalo Springfield (album)
| Recensione   | Giudizio          |
| ------------ | ----------------- |
| AllMusic     | [ 1 ]             |
| Ondarock     | Disco consigliato |
| Sputnikmusic | 3.8 (Eccellente)  |

Buffalo Springfield è l'album di debutto dell'omonima band folk-rock, pubblicato nel 1966 dalla Atco Records.

## Il disco
Il disco venne inizialmente pubblicato sia in versione mono che stereo, ma quando il singolo For What It's Worth divenne un notevole successo di classifica, l'album venne ristampato in una seconda versione che ometteva la traccia Baby Don't Scold Me in favore del singolo fortunato. Baby Don't Scold Me non è stata mai più ristampata in formato stereo: tutte le successive ristampe in CD dell'album includono il missaggio mono della canzone.
Nel 1997, Buffalo Springfield è stato rimasterizzato e ristampato in due versioni sullo stesso CD, la versione mono (Atco 33-200), e la versione stereo (SD 33-200A). Non sono stati inclusi il missaggio stereo di Baby Don't Scold Me e quello mono di For What It's Worth.

## Tracce

### Versione originale, Atco (SD) 33-200 (5 dicembre 1966)
Lato A
1. Go and Say Goodbye – 2:37 (Stephen Stills) – Registrata il 18 luglio 1966 al Gold Star Studios di Hollywood, California. Voci soliste: Stephen Stills e Richie Furay.
2. Sit Down I Think I Love You – 2:19 (Stephen Stills) – Registrata nell'agosto 1966 al Gold Star Studios di Hollywood, California. Voci soliste: Stephen Stills e Richie Furay.
3. Leave – 2:30 (Stephen Stills) – Registrata nell'agosto 1966 al Gold Star Studios di Hollywood, California. Voce solista: Stephen Stills
4. Nowadays Clancy Can't Even Sing – 3:26 (Neil Young) – Registrata il 18 luglio 1966 al Gold Star Studios di Hollywood, California. Voce solista: Richie Furay.
5. Hot Dusty Roads – 2:47 (Stephen Stills) – Registrata nell'agosto 1966 al Gold Star Studios di Hollywood, California. Voce solista: Stephen Stills
6. Everybody's Wrong – 2:22 (Stephen Stills) – Registrata nell'agosto 1966 al Gold Star Studios di Hollywood, California. Voci soliste: Stephen Stills e Richie Furay.

Durata totale: 16:01
Lato B
1. Flying on the Ground Is Wrong – 2:48 (Neil Young) – Registrata il 10 settembre 1966 al Gold Star Studios di Hollywood, California e l'11 settembre al Columbia Recording Studio di Hollywood, CA. Voce solista: Richie Furay.
2. Burned – 2:14 (Neil Young) – Registrata nell'agosto 1966 al Gold Star Studios di Hollywood, California. Voce solista: Neil Young.
3. Do I Have to Come Right Out and Say It – 3:00 (Neil Young) – Registrata nell'agosto 1966 al Gold Star Studios di Hollywood, California. Voce solista: Richie Furay.
4. Baby Don't Scold Me – 2:42 (Stephen Stills) – Registrata nel settembre 1966 al Gold Star Studios di Hollywood, California. Voci soliste: Stephen Stills e Richie Furay.
5. Out of My Mind – 3:05 (Neil Young) – Registrata nell'agosto 1966 al Gold Star Studios di Hollywood, California. Voce solista: Neil Young.
6. Pay the Price – 2:35 (Stephen Stills) – Registrata nell'agosto 1966 al Gold Star Studios di Hollywood, California. Voce solista: Stephen Stills.

Durata totale: 16:24

### Seconda versione, Atco (SD) 33-200A (aprile 1967)
Lato A
1. For What It's Worth – 2:37 (Stephen Stills) – Registrata il 5 dicembre 1966 al Columbia Recording Studio di Hollywood, California. Voce solista: Stephen Stills.
2. Go and Say Goodbye – 2:19 (Stephen Stills) – Registrata il 18 luglio 1966 al Gold Star Studios di Hollywood, California. Voci soliste: Stephen Stills e Richie Furay.
3. Sit Down I Think I Love You – 2:30 (Stephen Stills) – Registrata nell'agosto 1966 al Gold Star Studios di Hollywood, California. Voci soliste: Stephen Stills e Richie Furay.
4. Nowadays Clancy Can't Even Sing – 3:26 (Neil Young) – Registrata il 18 luglio 1966 al Gold Star Studios di Hollywood, California. Voce solista: Richie Furay.
5. Hot Dusty Roads – 2:47 (Stephen Stills) – Registrata nell'agosto 1966 al Gold Star Studios di Hollywood, California. Voce solista: Stephen Stills.
6. Everybody's Wrong – 2:22 (Stephen Stills) – Registrata nell'agosto 1966 al Gold Star Studios di Hollywood, California. Voci soliste: Stephen Stills e Richie Furay.

Durata totale: 16:01
Lato B
1. Flying on the Ground Is Wrong – 2:48 (Neil Young) – Registrata il 10 settembre 1966 al Gold Star Studios di Hollywood, California e l'11 settembre al Columbia Recording Studio di Hollywood, CA. Voce solista: Richie Furay.
2. Burned – 2:14 (Neil Young) – Registrata nell'agosto 1966 al Gold Star Studios di Hollywood, California. Voce solista: Neil Young.
3. Do I Have to Come Right Out and Say It – 3:00 (Neil Young) – Registrata nell'agosto 1966 al Gold Star Studios di Hollywood, California. Voce solista: Richie Furay.
4. Leave – 2:42 (Stephen Stills) – Registrata nell'agosto 1966 al Gold Star Studios di Hollywood, California. Voce solista: Stephen Stills.
5. Out of My Mind – 3:05 (Neil Young) – Registrata nell'agosto 1966 al Gold Star Studios di Hollywood, California. Voce solista: Neil Young.
6. Pay the Price – 2:35 (Stephen Stills) – Registrata nell'agosto 1966 al Gold Star Studios di Hollywood, California. Voce solista: Stephen Stills.

Durata totale: 16:24

## Musicisti
- Neil Young - chitarra solista, armonica* (strumento non accreditato LP originale)*
- Neil Young - pianoforte (brani: Burned e Do I Have to Come Right Out and Say It) (non accreditato LP originale)
- Neil Young - accompagnamento vocale - cori (brani: Nowadays Clancy Can't Even Sing, Everybody's Wrong, Flying on the Ground Is Wrong e Do I Have to Come Right Out and Say It)
- Stephen Stills - seconda chitarra solista
- Stephen Stills - accompagnamento vocale - cori (brani: Nowadays Clancy Can't Even Sing, Flying on the Ground Is Wrong, Burned, Do I Have to Come Right Out and Say It e Out of My Mind)
- Richie Furay - chitarra ritmica, tastiere* (strumento non accreditato LP originale)*
- Richie Furay - accompagnamento vocale - cori (brani: Leave, Hot Dusty Roads, Burned, Out of My Mind, Pay the Price e For What It's Worth)
- Bruce Palmer - basso
- Dewey Martin - batteria
- Dewey Martin - accompagnamento vocale - cori (brano: For What It's Worth)[4]

Note aggiuntive:
- Charles Greene e Brian Stone - produttori
- Registrato al Gold-Star Studios, Hollywood, California ed al Columbia Studios, Hollywood, California
- Tom May, Doc Siegel, James Hilton, Stan Ross: ingegneri del suono
- Buffalo Springfield, Charles Greene, Brian Stone: missaggio sonoro
- Stephen Stills, Neil Young: rimasterizzazione
- Tim Mulligan: masterizzazione digitale
- John Nowland, Daniel Jones: trasferimento digitale
- Sandy Dvore: design
- Henry Diltz, Ivan Nagy: fotografie